# جامع الشاكرين
مسجد الشاكرين (بالتركية: Şakirin)‏ هو مسجد في إسطنبول، تركيا. يقع في أحد مداخل مقبرة Karacaahmet في أسكدار. تم افتتاحه رسميا في 7 مايو 2009.ويعد طبقا لتقارير صحفية من أكثر مساجد الكاربون المتعادل في تركيا.

## عمارة المسجد

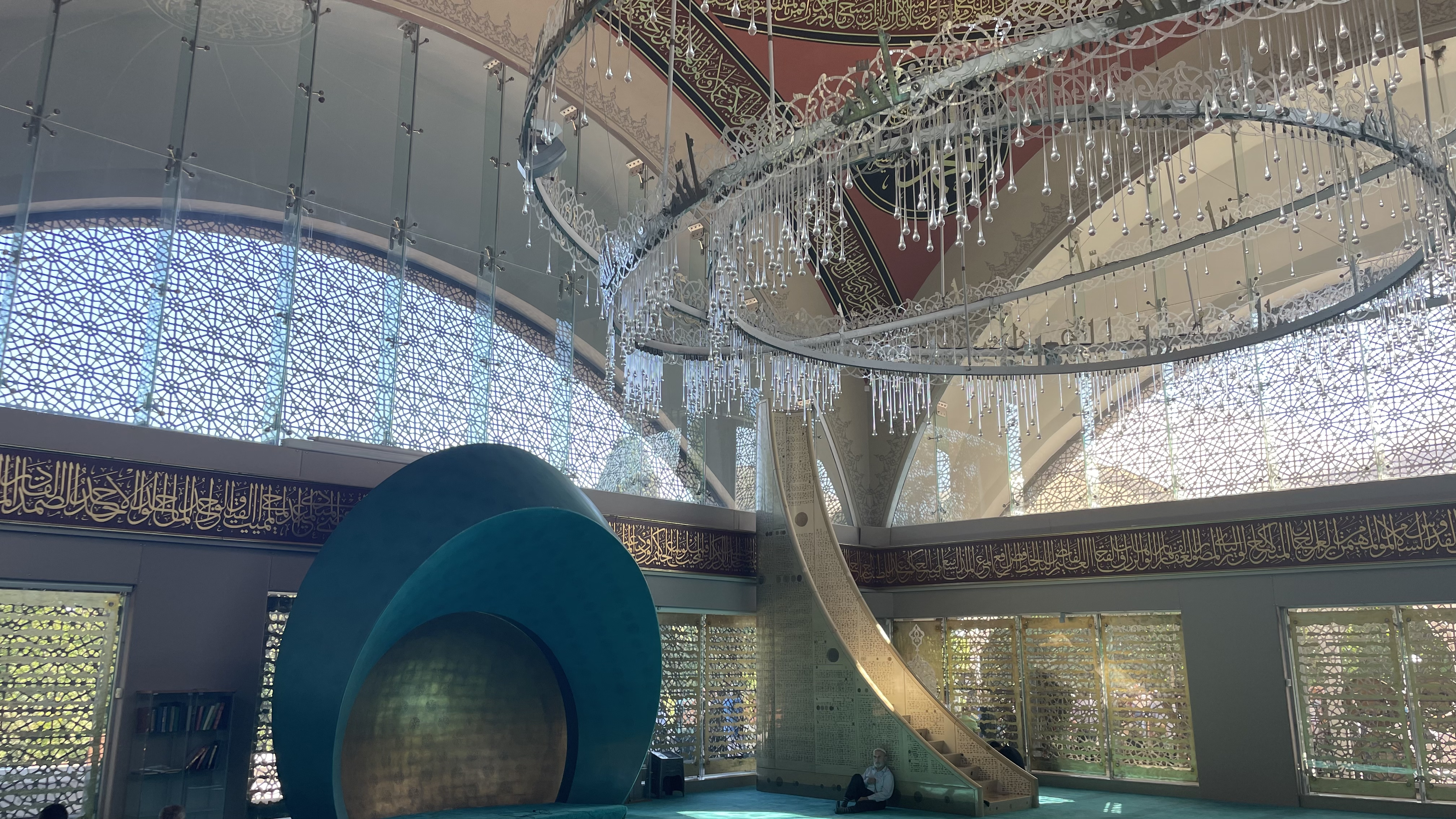
جامع الشاكرين

استغرق بناء مسجد الشاكرين أربع سنوات، صممه كل من المعماري خسرف تايلا (بالتركية: Hüsrev Tayla)‏ والمعمارية زينب فاضل أوغلو التي قامت بالتصميم الداخلي للمسجد وهي بذلك تكون أول امرأة تقوم بتصميم مسجد.

## المآذن
تعلو المسجد مئذنتان يبلغ طول كل واحدة 35 مترا.

## القبة
تم تصميم القبة من الداخل من الألمنيوم المركب وكتب عليها النقاش سميح إرتس آيات قرآنية بالخط العربي، أما الثريا الكبيرة التي توسطتها فجاءت على شكل قطرات مطر وقد صممتها ناهد بيوكيكماكسي.

## الجدران

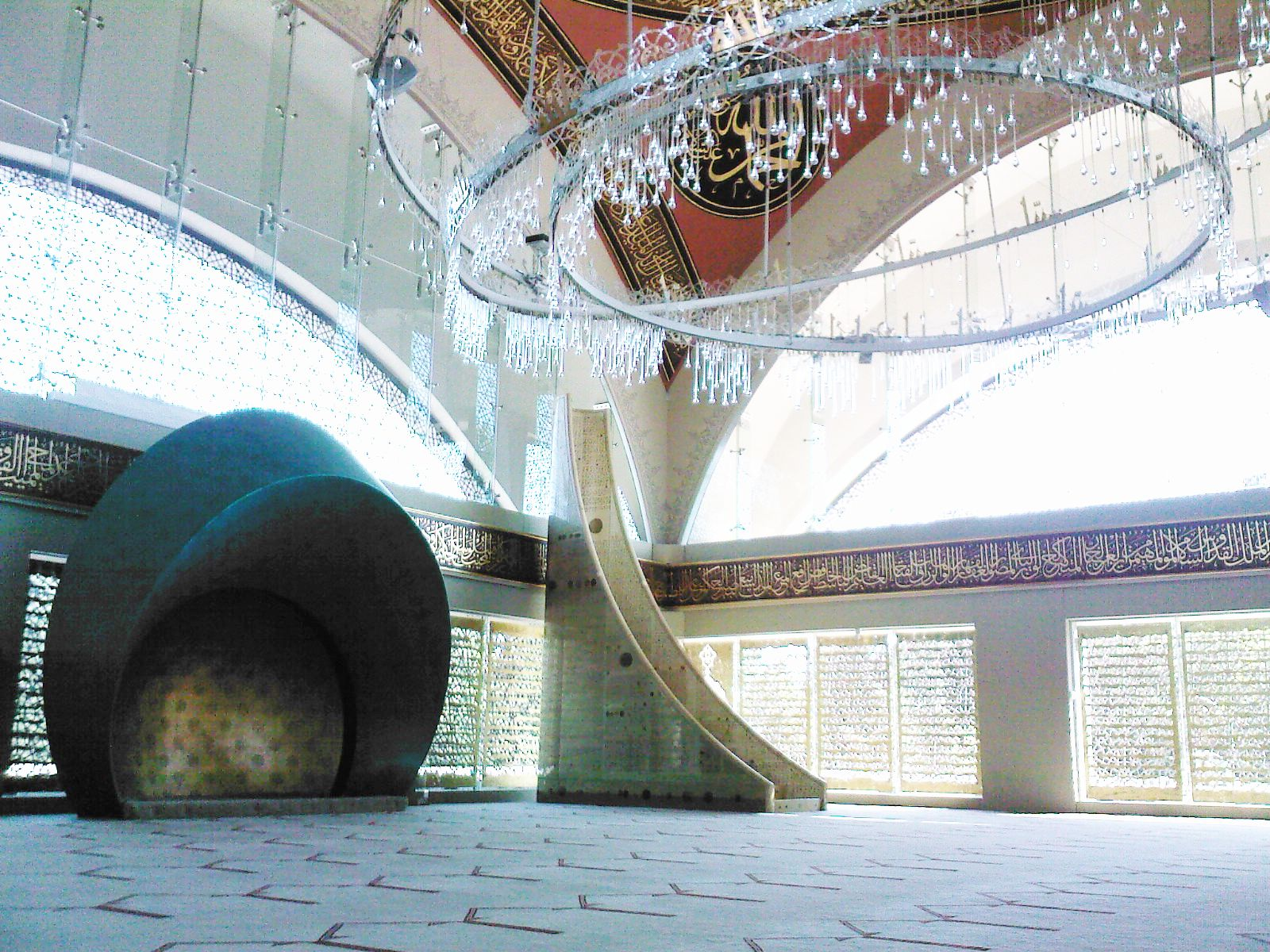
جدران مسجد الشاكرين وقد كتب عليها آيات قرآنية بتقنية التذهيب

صممت جدران مسجد الشاكرين من الزجاج على خلاف ما هو متعارف عليه في تصميم جدران المساجد التي تكون إما من الآجر والاسمنت، أو من الخشب؛ وقد جاءت على شكل صفحات من مصحف القرآن الكريم كتب عليها بماء الذهب وهي التقنية المتداولة في الطراز العثماني الذي كان يتميز بالإنارة الطبيعية الجيدة في عمارة المساجد.

## المنبر
غلب على منبر مسجد الشاكرين طابع الحداثة، حيث صنع من مادة الأكريليك اللماعة، على جانبه سلم يوحي بالصعود إلى السماء في رمزية لليلة المعراج.

## المحراب
محراب مسجد الشاكرين جاء مختلفا عن المحراب العثماني المعروف، فقد صمم على شكل هلال كبير، أزرق اللون، في وسطه دائرة نحاسية مزينة بنقوش ذات طابع زخرفي سلجوقي عليه أشكال هندسية متعددة.

## الرمزية الروحانية للمسجد
جاء المسجد بين مبنيبن متناقضين فالأول مستشفى ولادة والثاني مقبرة وهو ما يعكس رحلة الإنسان من دار المقر إلى المستقر.

## معرض الصور

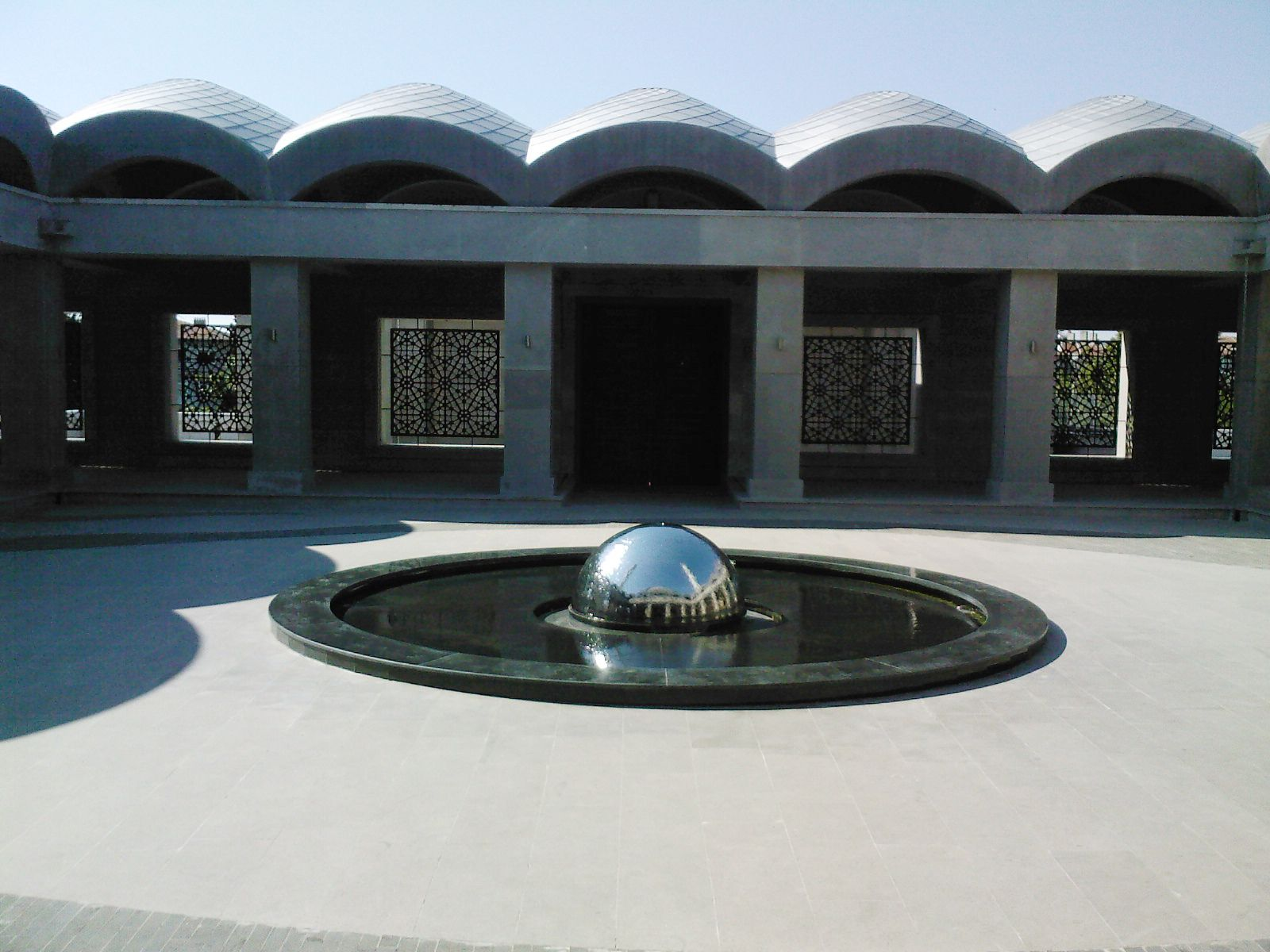
فناء المسجد (الصحن)
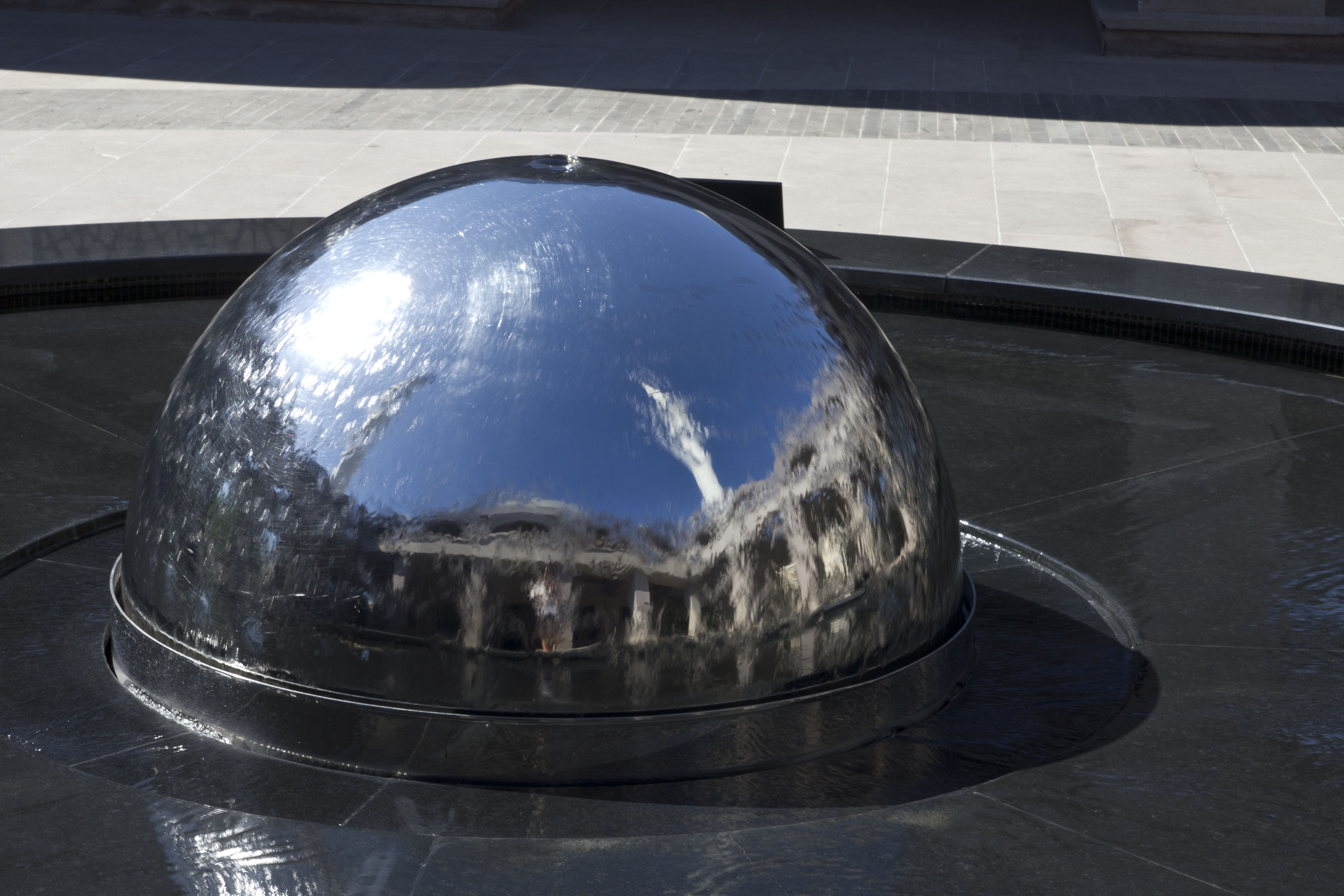
النافورة
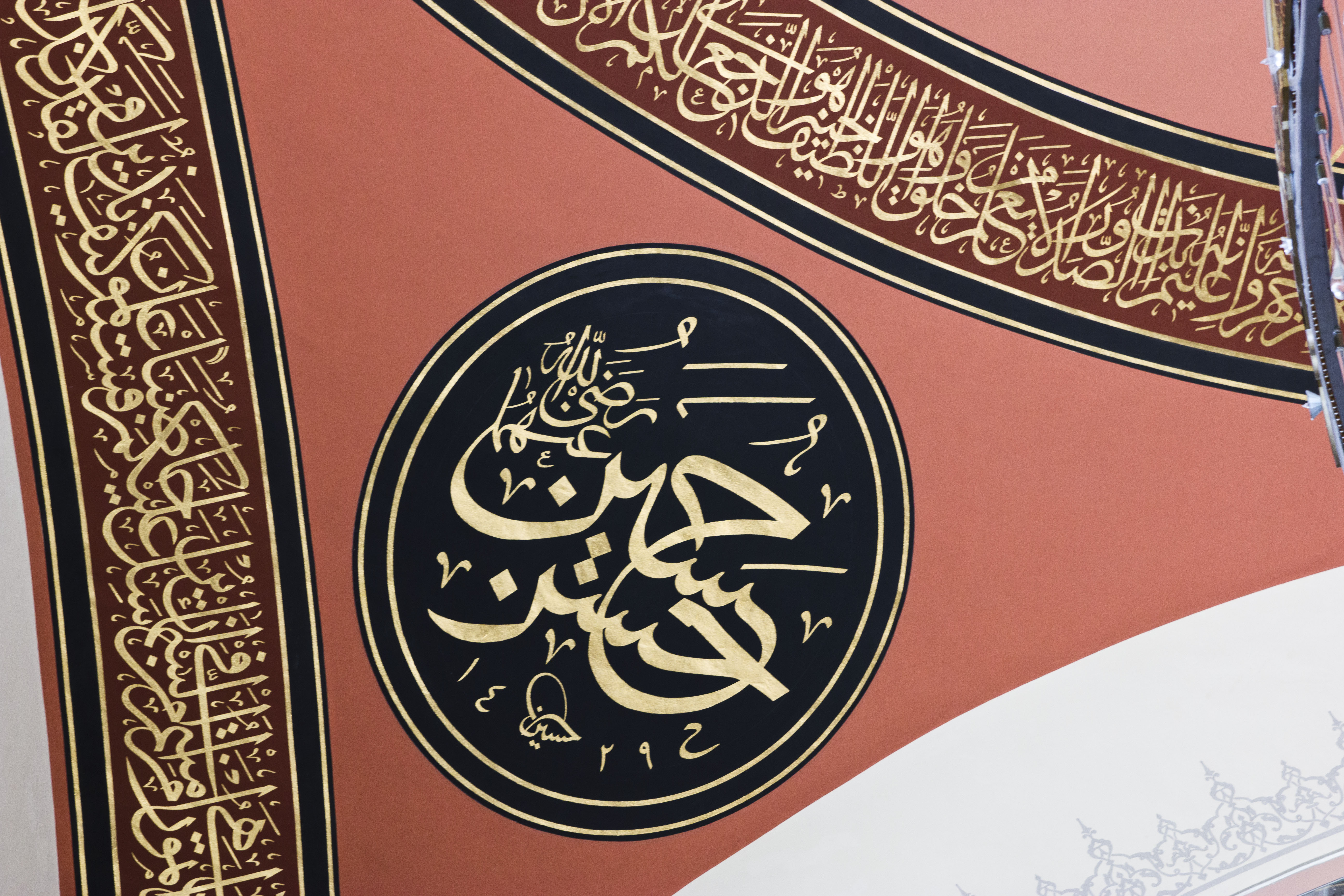
جزء من القبة وقد كتب عليه بالخط العربي)
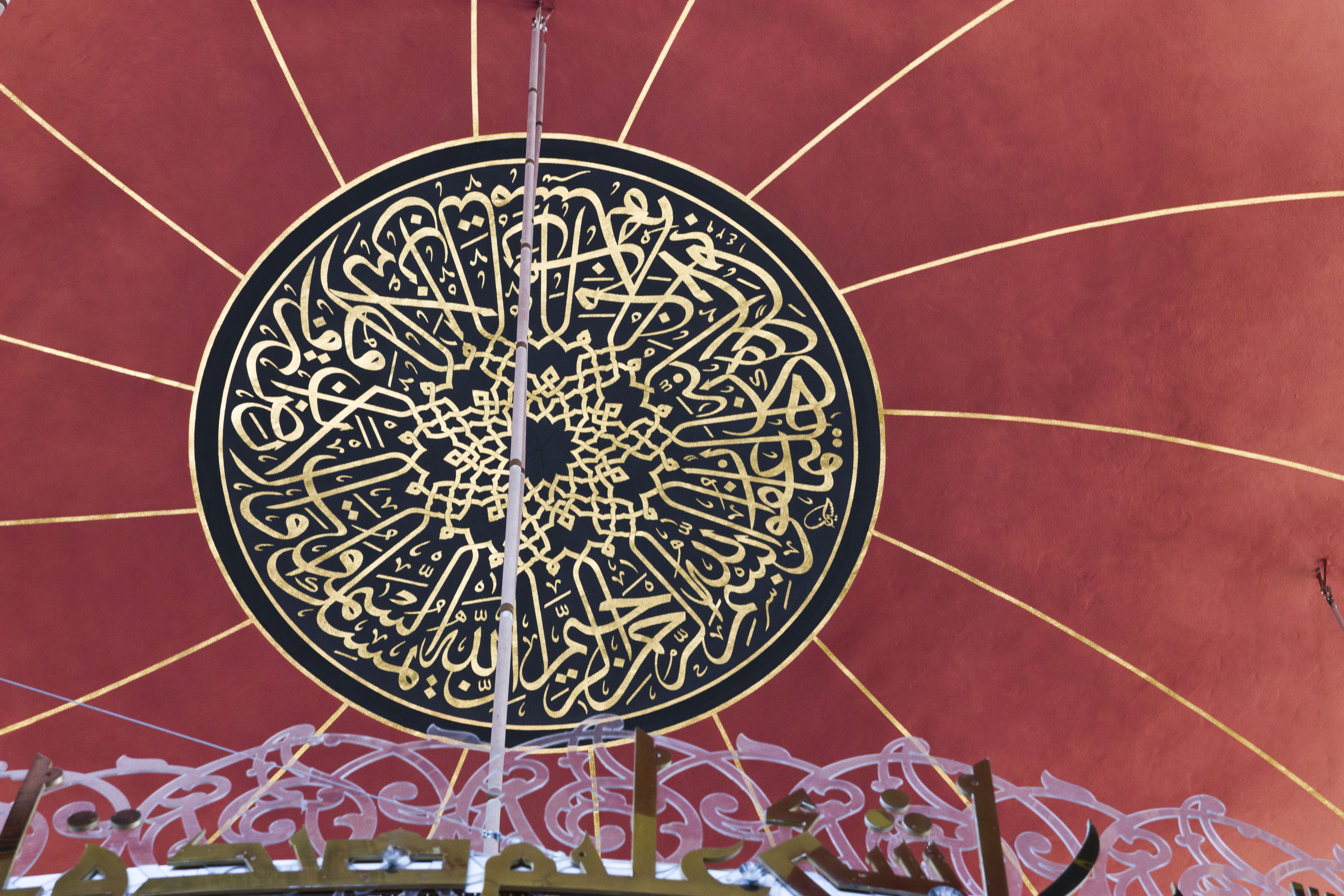
القبة من الداخل
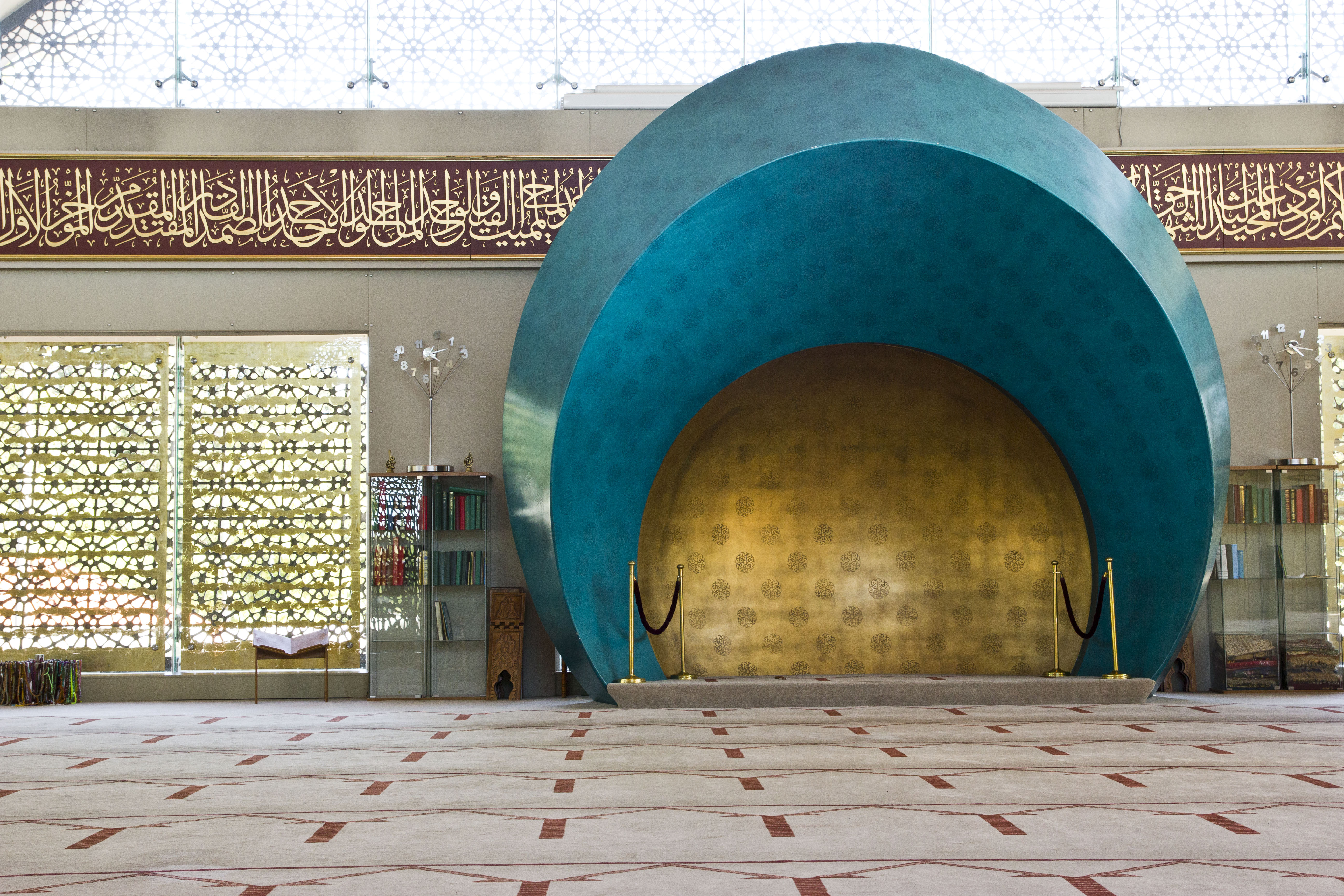
المحراب
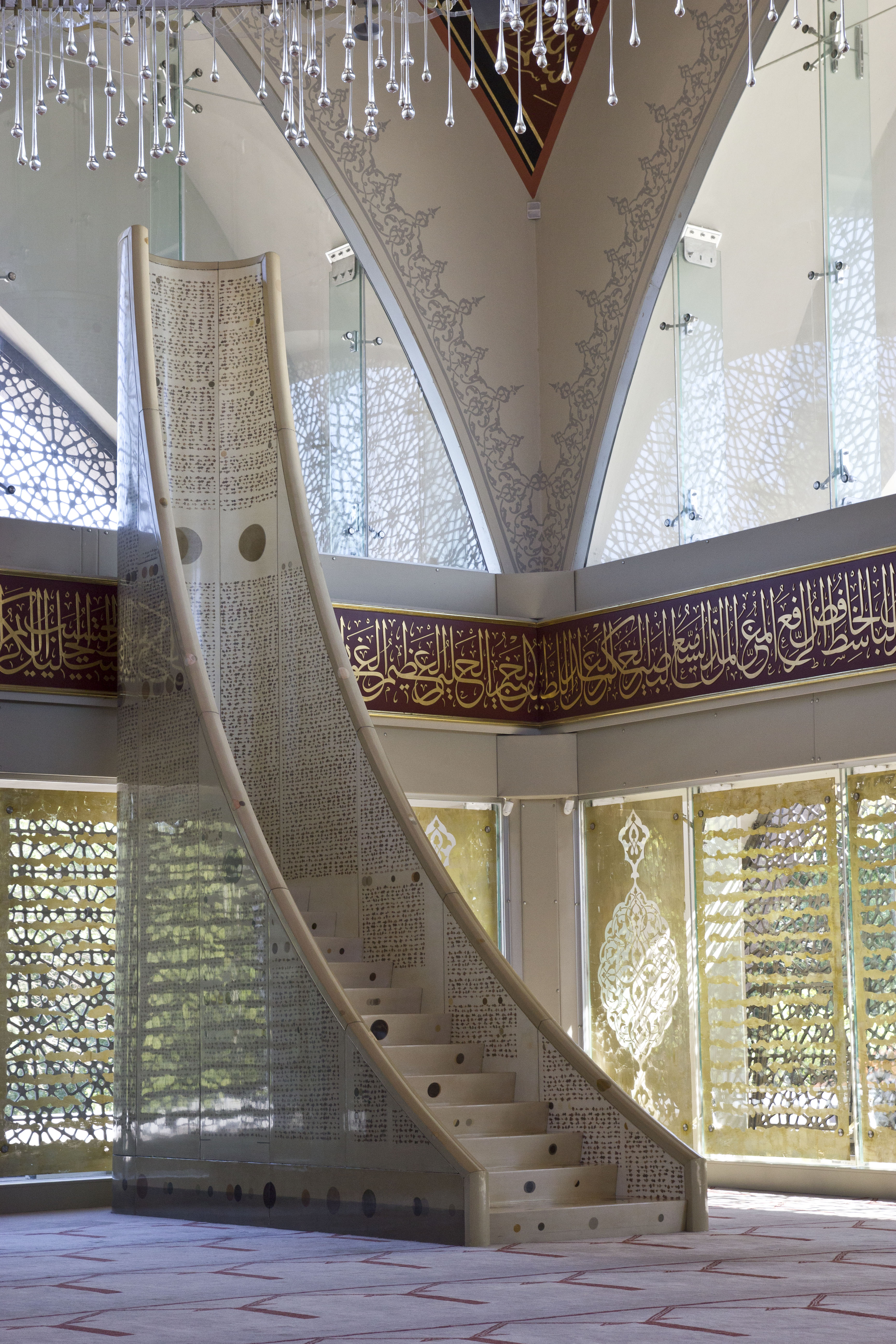
المنبر
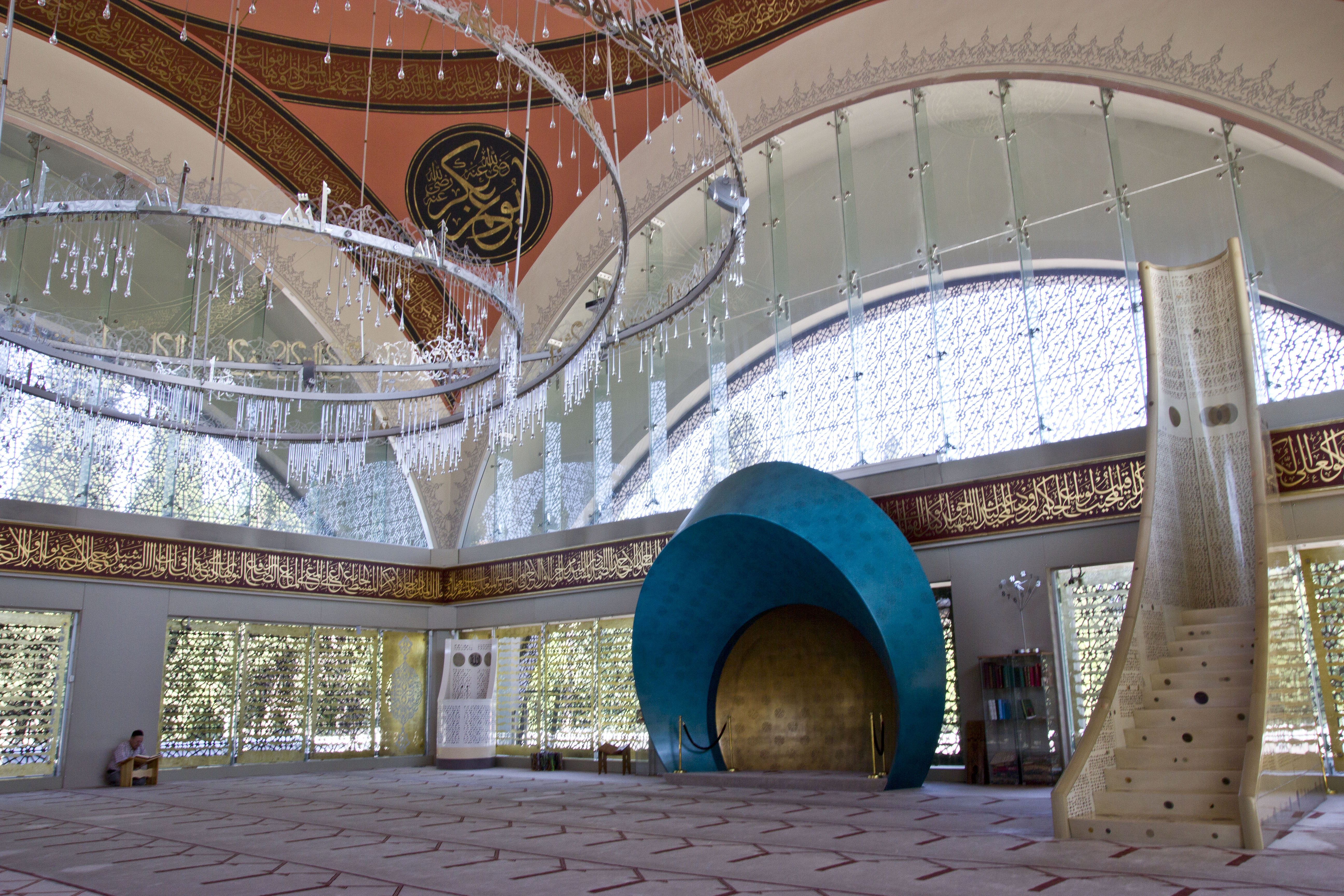
المنبر والمحراب والجدران الزجاجية وقد كتب عليها آيات القرآن الكريم بتقنية التذهيب
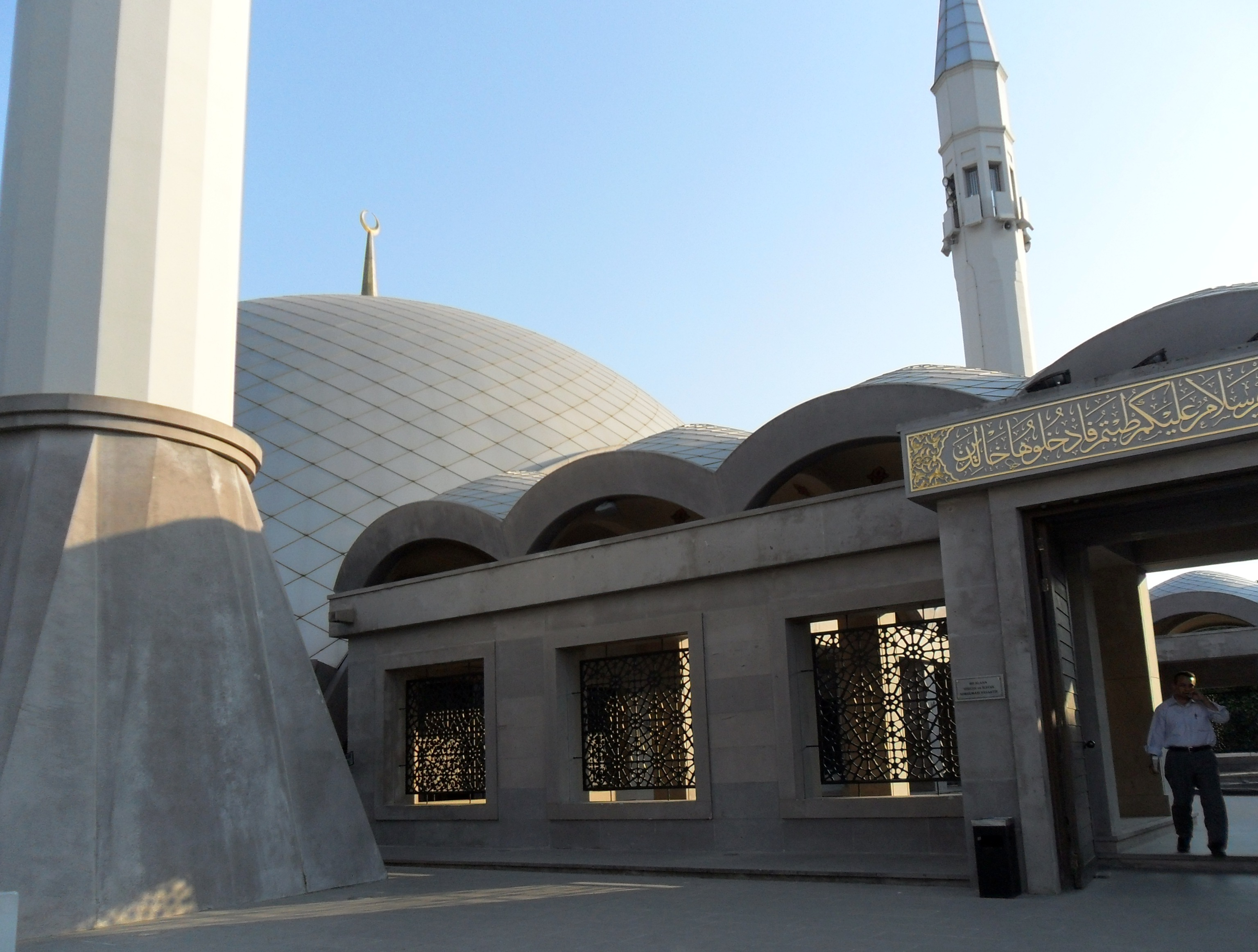
البوابة الرئيسية لمسجد الشاكرين

## وصلات خارجية
- موقع المسجد الرسمي

مسجد الشاكرين - تصميم زينب فاضل أوغلو - مقال لوموند 2 الفرنسية
- صور وتفاصيل عن مسجد الشاكرين نشرت على جريدة Time Magazine, USA[وصلة مكسورة]